# Suren Nalbandjan
Suren Nalbandjan, född den 3 juni 1956 i Geghard, Armenien, är en sovjetisk brottare som tog OS-guld i lättviktsbrottning i den grekisk-romerska klassen 1976 i Montréal.